# Stèle à la Jeune Garde
La Stèle à la Jeune Garde est un monument élevé sur le site du champ de bataille de Waterloo en Belgique à la mémoire de la Jeune Garde de l'empereur français Napoléon, placée sous les ordres du général Guillaume Philibert Duhesme.

## Localisation
La stèle se situe sur le territoire de Plancenoit, village la commune belge de Lasne, dans la province du Brabant wallon.
Elle se dresse au centre du rond-point arboré qui constitue le carrefour entre le chemin du Lanternier et le chemin de Camuselle, à moins de 50 mètres du Monument prussien.

## Historique
La stèle a été érigée à l'endroit où la Jeune Garde de l'empereur Napoléon, sous les ordres du général Duhesme, s'opposa aux Prussiens du général Bülow le 18 juin 1815 à 5 heures du soir lors des combats de Plancenoit.
Elle a été érigée par la Fondation Napoléon et l'Association Franco-Européenne de Waterloo (A.F.E.W.) et inaugurée le 19 octobre 1991.

## Description
Le monument est une simple stèle en pierre bleue portant une plaque sur laquelle est gravé un hommage à la Jeune Garde, surmonté de l'aigle napoléonienne :

« En ce Lieu

Le 18 juin 1815

A 5 Heures du Soir

La Jeune Garde

De

L'Empereur Napoléon

Sous les Ordres

Du Général Comte

Duhesme

S'Opposa

Glorieusement

Aux Prussiens

Du

Général Bülow »

Stèle à la Jeune Garde
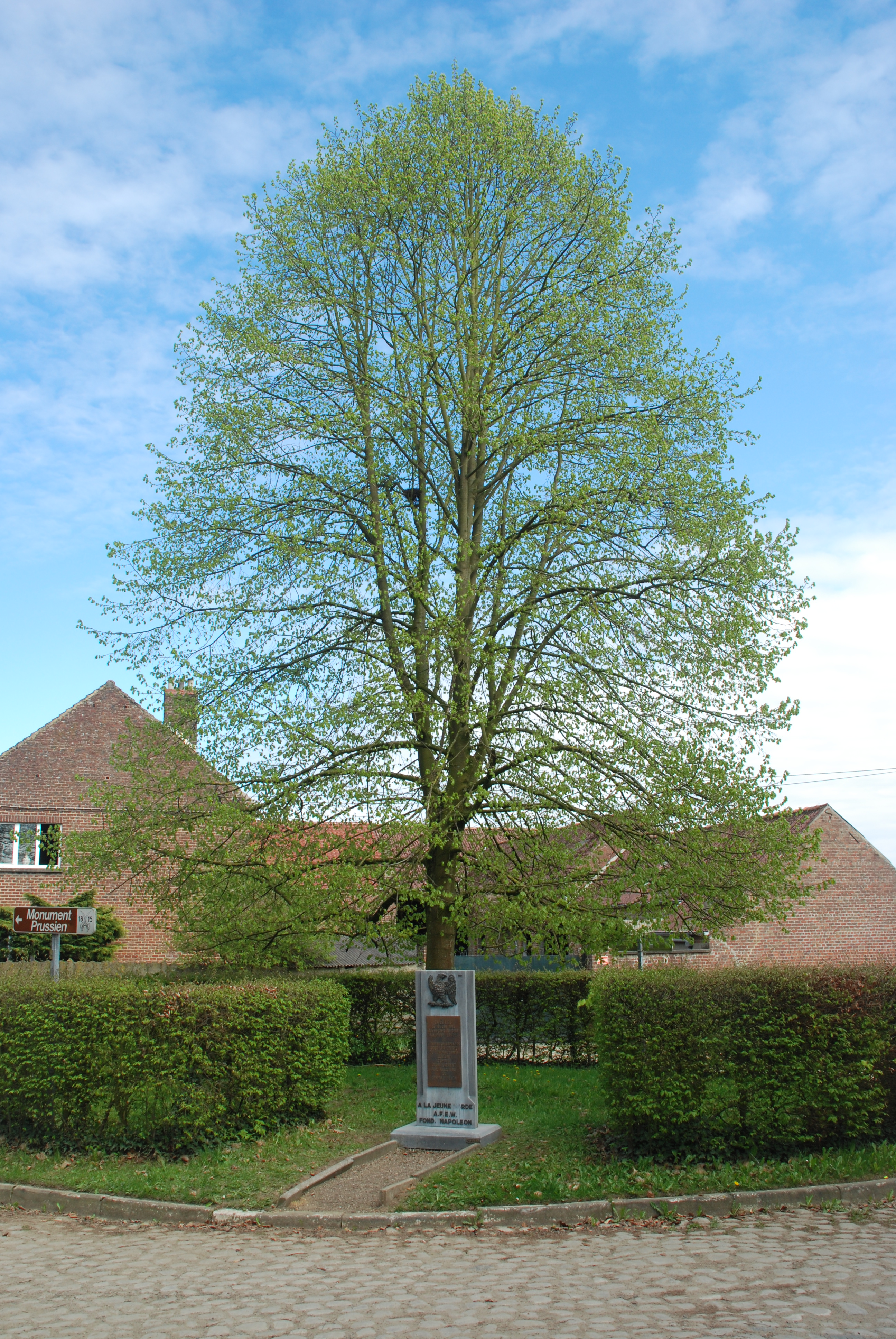
Site.
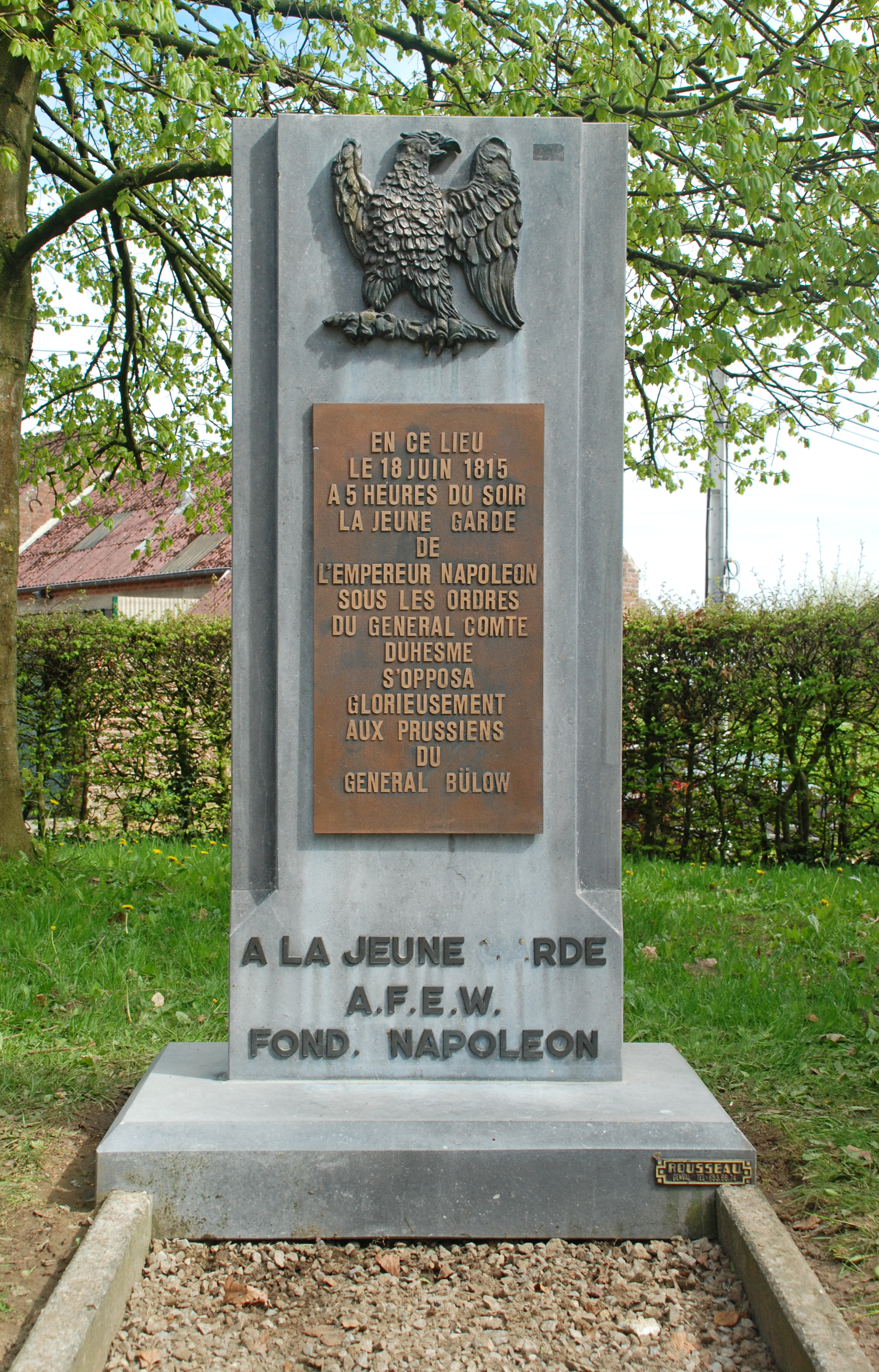
Stèle.
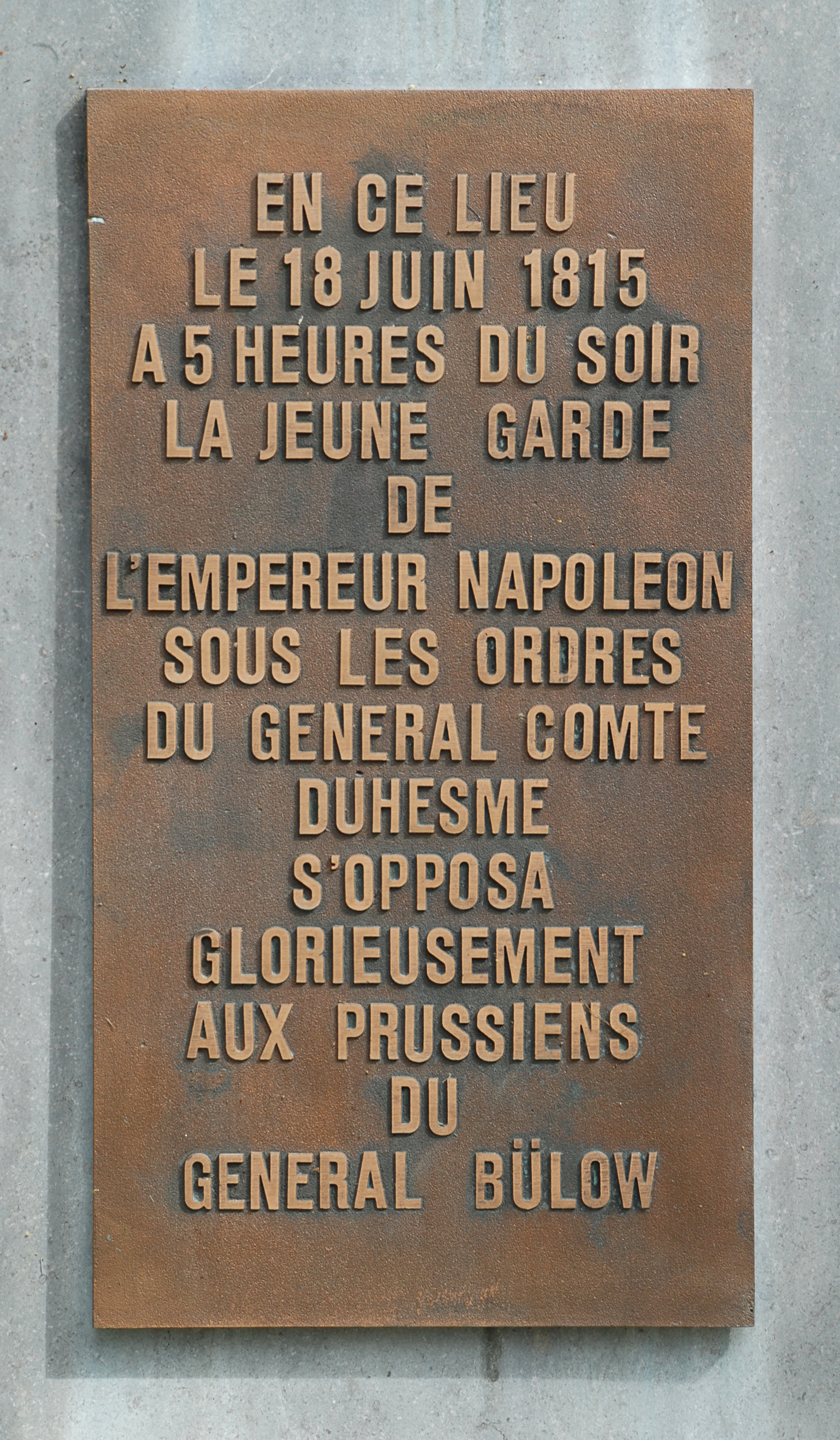
Plaque.
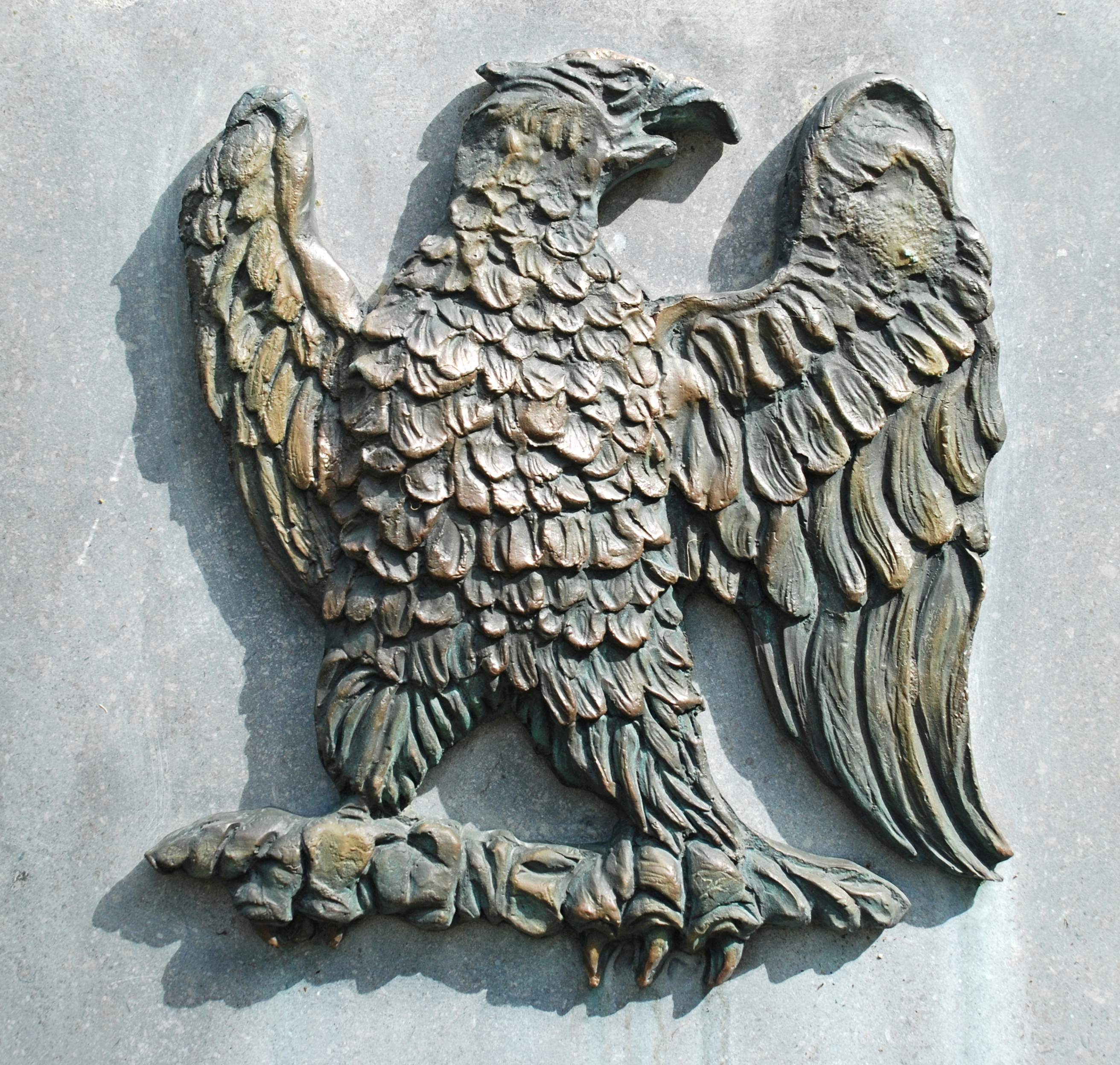
Aigle napoléonienne.